# IC 2881
IC 2881 — галактика типу E+S () у сузір'ї Лев.
Цей об'єкт міститься в оригінальній редакції індексного каталогу.